# Rhytiphora cana
Rhytiphora cana là một loài bọ cánh cứng trong họ Cerambycidae.